# بوانت-نوار (غوادلوب)
بوانت-نوار (بالفرنسية: Pointe-Noire)‏ هي بلدية فرنسية يسكنها 6957 نسمة (حسب إحصاء 1 يناير 2011)، وهي تقع في إقليم جوادلوب في جزر الأنتيل الصغرى.

## أعلام
- ميكائيل جلابل